# Piaggio Sfera
Il Piaggio Sfera è uno dei primi scooter con variatore prodotto dalla Piaggio. Presentato al salone di Monte Carlo nel dicembre del 1990, affiancava la Vespa nella gamma della casa di Pontedera. La seconda serie nacque nel 1995 e rimase in commercio fino al 1998. La prima serie era disponibile in due cilindrate da 50 e 80 cm³. Nella seconda serie, la cilindrata della versione targata salì a 125 cm³. Questo fu il primo propulsore a quattro tempi realizzato da Piaggio.

## La prima serie (1990-1995)
Frutto di un progetto costato oltre 50 miliardi di Lire, la sua introduzione sul mercato fu una piccola rivoluzione in quanto fu il primo scooter della Piaggio realizzato con carrozzeria in plastica. In poco tempo, lo Sfera raccolse molti consensi, soprattutto per la sua semplicità: infatti, il design era innovativo con linee pulite, mentre l'affidabile meccanica si basava su motore 50 due tempi (49,4 cm³ effettivi) erogante 3,2 cavalli con raffreddamento ad aria e doppio freno a tamburo.
Nel 1991 vinse il premio Compasso d’Oro.
Nel 1992 l'offerta si ampliò con lo Sfera 80 che monta un motore da 74,72 cm³ erogante 9,6 cavalli, una differente sospensione posteriore, gomme più larghe e sella biposto con maniglioni laterali e pedane poggiapiedi per il passeggero. Il cinquantino invece fu declinato in tre diverse versioni: Maquillage, Cubik (con sella biposto simile alla Sfera 80 ma sprovvista di maniglie laterali) e Antistarter (una Maquillage con antifurto elettronico di serie).
Nel 1994, lo Sfera fu sottoposto ad un leggero restyling (nuova sella biposto, fasce paracolpi sui lati, nuovo logo, nuove colorazioni e adozione del portapacchi) e la gamma fu ridotta alla sola versione Maquillage da 50 cm³.

## La seconda serie (1995-1998)
Una edizione completamente nuova dello Sfera fu introdotta nel 1995. Accanto alla versione 50 fece il suo debutto la versione 125 con motore a quattro tempi della famiglia "Four Stroke". A livello di prodotto, la versione con cilindrata maggiore si differenziava dalla più piccola per via del bauletto in tinta di serie e la sella e le pedane più ampie.
Rimase così invariato fino al 1998, anno in cui lo Sfera uscì di produzione senza essere sostituito.
Il più recente Piaggio Fly viene considerato come suo erede naturale.

## I modelli derivati
Sulla base del Piaggio Sfera nacquero il Piaggio Quartz (in pratica, una equivalente versione con raffreddamento a liquido) e il Gilera Typhoon.

## Il prototipo Sfera Bimodale
Nell'aprile del 1991 venne presentato il prototipo ibrido Sfera Bimodale che montava un motore termico 50 affiancato da un'unità elettrica: il funzionamento è a scelta tra i due propulsori tramite una manopola sul manubrio  (e non possono lavorare in modo combinato). L'unità termica è composta dallo stesso 50 due tempi da 3,4 CV commercializzato al debutto a cui si abbina un motore elettrico della Vickers posizionato sul braccio oscillante. Il motore elettrico eroga 0,5 chilowatt (0,67 hp) e permette di raggiungere i 25 km/h, è abbinato a due batterie al piombo-gel da 40 A. La ricarica avviene tramite una presa di corrente in circa 6 ore.
Lo Sfera Bimodale rimarrà allo stadio di prototipo benché tale tecnologia la si rivedrà sul Piaggio Zip&Zip che entrerà in produzione nel 1994

## Caratteristiche tecniche
| Caratteristiche tecniche - Piaggio Sfera - 1990 | Caratteristiche tecniche - Piaggio Sfera - 1990                                                                                                 | Caratteristiche tecniche - Piaggio Sfera - 1990                                                                                                 | Caratteristiche tecniche - Piaggio Sfera - 1990                                                                                                 | Caratteristiche tecniche - Piaggio Sfera - 1990                                                                                                 | Caratteristiche tecniche - Piaggio Sfera - 1990                                                                                                 |
| Dimensioni e pesi                               | Dimensioni e pesi | Dimensioni e pesi | Dimensioni e pesi | Dimensioni e pesi | Dimensioni e pesi |
| ----------------------------------------------- | --- | --- | --- | --- | --- |
| Ingombri (lungh.×largh.×alt.)                   | 1710 × 640 × 1060 mm | 1710 × 640 × 1060 mm | 1710 × 640 × 1060 mm | 1710 × 640 × 1060 mm | 1710 × 640 × 1060 mm |
| Altezze                                         | Sella: 780 mm - Minima da terra: 100 mm - Pedane: 290 mm                                                                                        | Sella: 780 mm - Minima da terra: 100 mm - Pedane: 290 mm                                                                                        | Sella: 780 mm - Minima da terra: 100 mm - Pedane: 290 mm                                                                                        | Sella: 780 mm - Minima da terra: 100 mm - Pedane: 290 mm                                                                                        | Sella: 780 mm - Minima da terra: 100 mm - Pedane: 290 mm                                                                                        |
| Interasse: 1200 mm                              | Interasse: 1200 mm | Massa a vuoto: 82,5 kg | Massa a vuoto: 82,5 kg | Serbatoio: 5,2 l | Serbatoio: 5,2 l |
| Meccanica                                       | | | | | |
| Tipo motore: monocilindrico 2 tempi             | Tipo motore: monocilindrico 2 tempi | Tipo motore: monocilindrico 2 tempi | Tipo motore: monocilindrico 2 tempi | Raffreddamento: ad aria forzata | Raffreddamento: ad aria forzata |
| Cilindrata                                      | 49,4 cm³ (Alesaggio 40 × Corsa 39,3 mm) | 49,4 cm³ (Alesaggio 40 × Corsa 39,3 mm) | 49,4 cm³ (Alesaggio 40 × Corsa 39,3 mm) | 49,4 cm³ (Alesaggio 40 × Corsa 39,3 mm) | 49,4 cm³ (Alesaggio 40 × Corsa 39,3 mm) |
| Distribuzione: lamellare nel carter             | Distribuzione: lamellare nel carter | Distribuzione: lamellare nel carter | Alimentazione: un carburatore Dell'Orto PHVA 12 BD                                                                                              | Alimentazione: un carburatore Dell'Orto PHVA 12 BD                                                                                              | Alimentazione: un carburatore Dell'Orto PHVA 12 BD                                                                                              |
| Potenza:                                        | Potenza: | Coppia: | Coppia: | Rapporto di compressione: 10,9:1 | Rapporto di compressione: 10,9:1 |
| Frizione: centrifuga                            | Frizione: centrifuga | Frizione: centrifuga | Cambio: variatore automatico | Cambio: variatore automatico | Cambio: variatore automatico |
| Accensione                                      | elettronica | elettronica | elettronica | elettronica | elettronica |
| Trasmissione                                    | a cinghia | a cinghia | a cinghia | a cinghia | a cinghia |
| Avviamento                                      | a pedale ed elettrico | a pedale ed elettrico | a pedale ed elettrico | a pedale ed elettrico | a pedale ed elettrico |
| Ciclistica                                      | | | | | |
| Telaio                                          | monotrave in tubi d'acciaio | monotrave in tubi d'acciaio | monotrave in tubi d'acciaio | monotrave in tubi d'acciaio | monotrave in tubi d'acciaio |
| Sospensioni                                     | Anteriore: forcella a leva oscillante e ammortizzatore idraulico / Posteriore: gruppo motore-trasmissione oscillante e ammortizzatore idraulico | Anteriore: forcella a leva oscillante e ammortizzatore idraulico / Posteriore: gruppo motore-trasmissione oscillante e ammortizzatore idraulico | Anteriore: forcella a leva oscillante e ammortizzatore idraulico / Posteriore: gruppo motore-trasmissione oscillante e ammortizzatore idraulico | Anteriore: forcella a leva oscillante e ammortizzatore idraulico / Posteriore: gruppo motore-trasmissione oscillante e ammortizzatore idraulico | Anteriore: forcella a leva oscillante e ammortizzatore idraulico / Posteriore: gruppo motore-trasmissione oscillante e ammortizzatore idraulico |
| Freni                                           | Anteriore: tamburo centrale, diametro 110 mm / Posteriore: tamburo centrale, diametro 110 mm                                                    | Anteriore: tamburo centrale, diametro 110 mm / Posteriore: tamburo centrale, diametro 110 mm                                                    | Anteriore: tamburo centrale, diametro 110 mm / Posteriore: tamburo centrale, diametro 110 mm                                                    | Anteriore: tamburo centrale, diametro 110 mm / Posteriore: tamburo centrale, diametro 110 mm                                                    | Anteriore: tamburo centrale, diametro 110 mm / Posteriore: tamburo centrale, diametro 110 mm                                                    |
| Pneumatici                                      | anteriore 90/90-10", posteriore 90/90-10" | anteriore 90/90-10", posteriore 90/90-10" | anteriore 90/90-10", posteriore 90/90-10" | anteriore 90/90-10", posteriore 90/90-10" | anteriore 90/90-10", posteriore 90/90-10" |
| Prestazioni dichiarate                          | | | | | |
| Velocità massima                                | 40 km/h | 40 km/h | 40 km/h | 40 km/h | 40 km/h |
| Accelerazione                                   | 100 metri da fermo in 10,05 s | 100 metri da fermo in 10,05 s | 100 metri da fermo in 10,05 s | 100 metri da fermo in 10,05 s | 100 metri da fermo in 10,05 s |
| Consumo                                         | urbano 27,110 km/l; extraurbano 25,110 km/l | urbano 27,110 km/l; extraurbano 25,110 km/l | urbano 27,110 km/l; extraurbano 25,110 km/l | urbano 27,110 km/l; extraurbano 25,110 km/l | urbano 27,110 km/l; extraurbano 25,110 km/l |
| Fonte dei dati: Motociclismo 2/1991             | | | | | |